# NGC 6881
NGC 6881 é uma nebulosa planetária na direção da constelação de Cygnus. O objeto foi descoberto pelo astrônomo Edward Pickering em 1881, usando um telescópio refrator com abertura de 15 polegadas. Devido a sua moderada magnitude aparente (+13,9), é visível apenas com telescópios amadores ou com equipamentos superiores. 